# Bruce Sterling
Bruce Sterling (Brownsville, Teksas, 14. travnja 1954.) američki je pisac znanstvene fantastike, profesor medijske kulture i dizajna na sveučilištima u Kaliforniji i Švicarskoj, novinar, futurist.
Njegov prvi roman, "Involution Ocean", objavljen je 1977. godine, a jedan je od utemeljitelja cyberpunka, pokretač projekta Dead Media, utemeljitelj tehno-ekološkog pokreta Viridian Design Movement i tvorac "sterlingizama", pojmova poput slipstreama (žanr između ZF/F i mainstreama).

## Životopis
Sterling, rođen 1954., počeo je čitati ZF s jedanaest godina, a pisati s dvanaest. Susret s Williamom Gibsonom i zajedničko pisanje priča, donosi potpuno drugačije priče od ostale znanstvene fantastike tog vremena, a uskoro su im se pridružili i Tom Maddox, Rudy Rucker, John Shirley i Lewis Shiner.
Godine 1983. je, pod pseudonimom Vincent Omniaveritas, objavio manifest pod naslovom The New Science Fiction, i (pod istim pseudonimom) počeo izdavati fanzin/newsletter CheapTruth, u kojem se obračunavao s tadašnjim ZF-om, a koji je postao neformalno glasilo novonastalog "pokreta". Cheap Truth je prestao izlaziti 1986., nakon što je u javnost "procurio" Omniaveritasov stvarni identitet.
Iste godine objavljena je antologija "Mirrorshades" koju je Sterling uredio. Dok je Cheap Truth ideološki zaokružio cyberpunk, priče objavljene u ovoj antologiji završile su oblikovanje cyberpunka kao književnog žanra. I dok su ostali članovi "pokreta" ili nestali sa scene, ili nastavili kroz ’90-e prežvakavati iste teme, Sterling je objavio još samo jedan klasični cyberpunk roman, "Islands in the Net" (1988.).
U ’90-ima se počeo se baviti i publicistikom. Knjiga "The Hacker Crackdown: Law and Disorder on the Electronic Frontier" (kompletan tekst dostupan je na www.gutenberg.net/etext/101), objavljena 1992., bavila se telefonskim kompanija i hakerima kroz povijest, te panikom koja je krajem ’1980-ih zbog hakera uhvatila američke vlasti. Knjiga "Tomorrow Now: Envisioning the next fifty years" (2002.) je Sterlingova popularno-znanstvena futurološka analiza svijeta za pedeset godina. "Shaping Things" (2005.) je poduži esej o dizajnu, nastao nakon Sterlingovog jednogodišnjeg angažmana na Art Center College of Design u Pasadeni u Kaliforniji.
Područja kojima se Sterling s posebnim žarom bavi su mediji i, uvjetno rečeno, ekologija. Sredinom devedesetih Sterling pokreće Dead Media Project (još jedan manifest), projekt koji bi trebao istražiti mrtve medijske tehnologije, od prapovijesti do danas, od stijene po kojoj su crtali praljudi do diskete.
Sterlingovo neslaganje s klasičnim "zelenim" pokretom, rezultiralo je osnivanjem (i još jedan manifest) "viridijanskog" pokreta (viridijan je vrlo jarka nijansa zelene). Sterling odbacuje "zeleni" pesimizam, odricanje od tehnologije i stav da je povratak prirodi pravi put za spas okoliša. Viridijanski pokret u tehnologiji (novoj, drugačijoj) ne vidi problem već rješenje problema, zbog čega Sterling redovno biva optužen za promicanje eko-konzumerizma.
No, Sterling u ’90-ima, niti u aktualnom desetljeću, nije zanemario pisanje proze, te u tih 16 godina objavio je šest romana i tri zbirke priča, a čak je i dvaput dobio nagradu Hugo. Teme koje su zauzele središnje mjesto u radnji njegovih romana su klimatske promjene, genetika, intelektualne slobode i politika.

## Popis djela

### Romani
1. Involution Ocean (1977.)
2. The Artificial Kid (1980.)
3. Schismatrix (1985.)
4. Otoci u mreži (Islands in the Net - 1988.)
5. The Difference Engine (1990.) (s Williamom Gibsonom)
6. Heavy Weather (1994.)
7. Holy Fire (1996.)
8. Distraction (1998.)
9. Zeitgeist (2000.)
10. The Zenith Angle (2004.)

## Vanjske poveznice
Bruce Sterling  Arhivirana inačica izvorne stranice od 28. ožujka 2007. (Wayback Machine) (engl.)

 Napomena: Ovaj tekst ili jedan njegov dio preuzet je s internetskih stranica SFere ili SFeraKona. Vidi dopusnicu za Wikipediju na hrvatskome jeziku.